# Oreste Lionello
Pour les articles homonymes, voir Lionello.
Oreste Lionello, né le 18 avril 1927 à Rhodes (Dodécanèse italien) et mort le 19 février 2009 à Rome, est un acteur italien notamment spécialisé dans le doublage. Il est connu pour être la voix de Woody Allen dans les doublages en italien.

## Biographie
Oreste Lionello est né à Rhodes (alors possession italienne), de parents calabrais et a grandi à Reggio de Calabre. Il a commencé sa carrière comme acteur de théâtre, et est considéré comme étant un des fondateurs du cabaret italien. En 1953, il entre dans la Compagnie de Théâtre Musical de la RAI et, l'année suivante, il fait ses débuts à la télévision avec le spectacle Marziano Filippo. Il  trouve le succès en tant qu'artiste à la télévision italienne dans les années 1970 et 1980.
Parmi les acteurs qu'il a doublés se trouvent Charlie Chaplin, Groucho Marx, Dick Van Dyke, Peter Sellers, Gene Wilder, Michel Serrault et  presque tous les films de Woody Allen. Dans les années 1960, il est l'un des fondateurs de Bagaglino une compagnie comique du théâtre et de télévision.
Oreste Lionello est décédé le 19 février 2009 à Rome à l'âge de 81 ans. Allen a déclaré à son propos: « Oreste Lionello for years made me a better actor than I was in fact. We met personally and he always seemed a very pleasant man. ».

## Filmographie partielle
- 1959 : I cavalieri del diavolo
- 1960 : Le pillole di Ercole
- 1960 : Los dos rivales
- 1961 : Totòtruffa 62 de Camillo Mastrocinque
- 1964 : Héros de Babylone
- 1964 : Le gladiateur magnifique
- 1966 : I due sanculotti
- 1968 : Vip, mio fratello superuomo
- 1968 : Le Prophète
- 1971 :  Quatre Mouches de velours gris (Quattro mosche di velluto grigio) de Dario Argento
- 1972 : Les Rendez-vous de Satan (Perché quelle strane gocce di sangue sul corpo di Jennifer?) de Giuliano Carnimeo
- 1974 :  La signora gioca bene a scopa?
- 1974 :  Antoine et Sébastien
- 1974 :  Ce cochon de Paolo
- 1974 : Sesso in testa de Sergio Ammirata (it) et Fernando Di Leo
- 1975 : En 2000, il conviendra de bien faire l'amour
- 1976 : Jeune fille au pair (La ragazza alla pari) de Mino Guerrini
- 1976 : La Grande Bagarre
- 1976 :  La madama
- 1976 : On a demandé la main de ma sœur
- 1977 : Nerone
- 1977 : Par amore di Poppea
- 1979 :  L'imbranato
- 1980 :  Ciao marziano